# Station Haifa HaShmona
Station Haifa HaShmona (Hebreeuws: תחנת הרכבת חיפה מרכז השמונה, Taḥanat HaRakevet Ḥeifa Merkaz HaShmona), in zijn geheel Haifa Center HaShmona, is een treinstation in de Israëlische stad Haifa.
Het station is gelegen op het plein Kikar Plumer en aan de Derekh HaAtzma'ut in het centrum van Haifa.
Het ligt aan de Noord-Zuid spoorlijn tussen Nahariya en Beersjeva.
Het station werd gebouwd in de 1937 voor het traject Beiroet - Caïro.
In 2003-2004 werd het station verbouwd en gerenoveerd.
Het station bestaat uit twee zijperrons met twee parallel aan elkaar gelegen sporen.
Ook is er een brug over de sporen gebouwd, dat uitkomt op de tweede verdieping van het winkelcentrum.
Op 16 juli 2006 werd een depot in Haifa geraakt door een raket, tijdens het conflict tussen Libanon en Israël.
Hierbij kwamen acht medewerkers om het leven.
Het treinverkeer werd hierdoor stilgelegd.
In de toekomst wordt dit een overstappunt op het geplande snelbusnet Metronit.
| Eindbestemming   | Vorig station   | Lijn                                                  | Volgend station | Eindbestemming   |
| ---------------- | --------------- | ----------------------------------------------------- | --------------- | ---------------- |
| Beersjeva-Center | Haifa Bat Galim | Beersjeva - Tel Aviv - Haifa - Nahariya               | Lev HaMifratz   | Station Nahariya |
| Modi'in Central  | Haifa Bat Galim | Modi'in - Tel Aviv - Luchthaven Ben-Gurion - Nahariya | Lev HaMifratz   | Station Nahariya |
| Hof HaCarmel     | Haifa Bat Galim | Haifa - Kiryat Motzkin                                | Lev HaMifratz   | Kiryat Motzkin   |